# Œ̣
Cette page contient des caractères spéciaux ou non latins. S’ils s’affichent mal (▯, ?, etc.), consultez la page d’aide Unicode.
Œ̣ (minuscule : œ̣), appelé E dans l’O point souscrit, est une lettre utilisée dans l’alphabet de Bourciez. Il s’agit de la lettre Œ diacritée d’un point souscrit.

## Utilisation
Dans l’alphabet de Bourciez, le e dans l’o double point souscrit représente une voyelle mi-fermée antérieure arrondie [ø].

## Représentations informatiques
Le E dans l’O double point souscrit peut être représenté avec les caractères Unicode suivants :
- décomposé (latin de base, diacritiques) :

| formes    | représentations | chaînes de caractères | points de code | descriptions                                          |
| --------- | --------------- | --------------------- | -------------- | ----------------------------------------------------- |
| majuscule | Œ̣               | Œ◌̣                    | U+0152 U+0323  | lettre majuscule latine oe diacritique point souscrit |
| minuscule | œ̣               | œ◌̣                    | U+0153 U+0323  | lettre minuscule latine oe diacritique point souscrit |

## Sources
- Graziano Tisato, « Simboli AIS – AIS Symbols », sur NavigAIS (consulté le 22 mars 2025)